# Dreikönigskirche
La Dreikönigskirche, a Dresda, è una chiesa sita nella parte interna della città nuova. È il centro di una parrocchia ed è utilizzata anche come sede della Casa della Chiesa. La prima chiesa sul sito venne menzionata per la prima volta all'inizio del XV secolo. Dopo la sua vasta distruzione, nel corso della seconda guerra mondiale, non è stata ricostruita fino alla fine degli anni 1980. Dal 1990 al 1993 è stata la sede del parlamento statale sassone. La chiesa e la fontana della Rebecca, posta di fronte, sono monumenti culturali della città di Dresda.

## Posizione

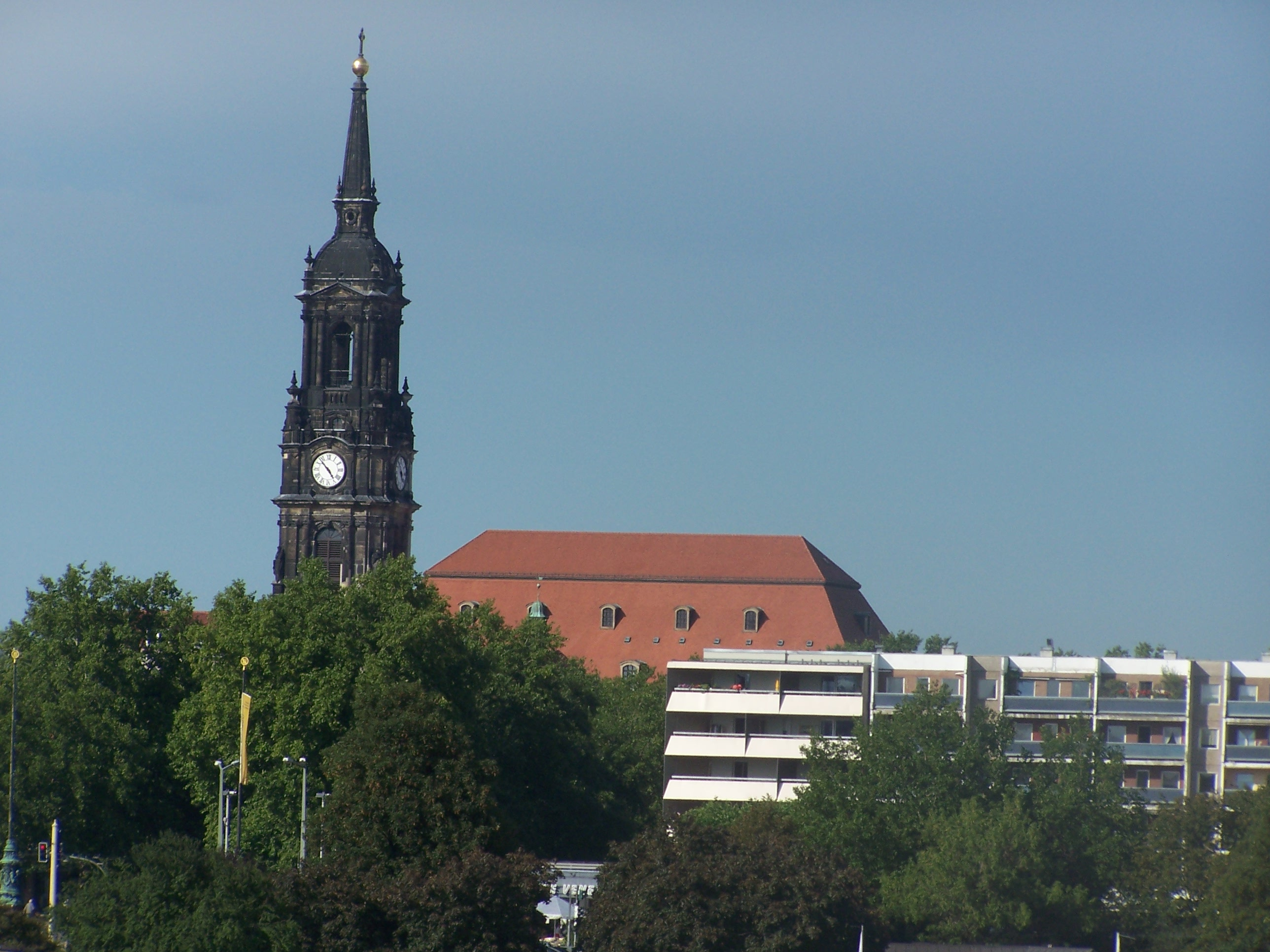
La Dreikönigskirche, vista dalla Brühlsche Terrasse, sovrasta chiaramente gli edifici circostanti.

La Dreikönigskirche si trova nel quartiere Innere Neustadt sulla strada principale. La sua planimetria è di circa 60 × 30 metri  ed ha una torre campanaria alta 87.5 metri. Si trova, più o meno, al centro del triangolo Blockhaus - Albertplatz - Palazzo giapponese ed è la caratteristica dominante del quartiere, visibile da lontano. La strada che gira intorno all'edificio si chiama An der Dreikönigskirche. Sul lato ovest della chiesa c'è un piccolo piazzale antistante Königstraße, il resto dell'area è densamente edificato. A pochi passi dalla chiesa si trova il Kügelgenhaus - Museo del Romanticismo di Dresda.

## Storia

### Edificio precedente

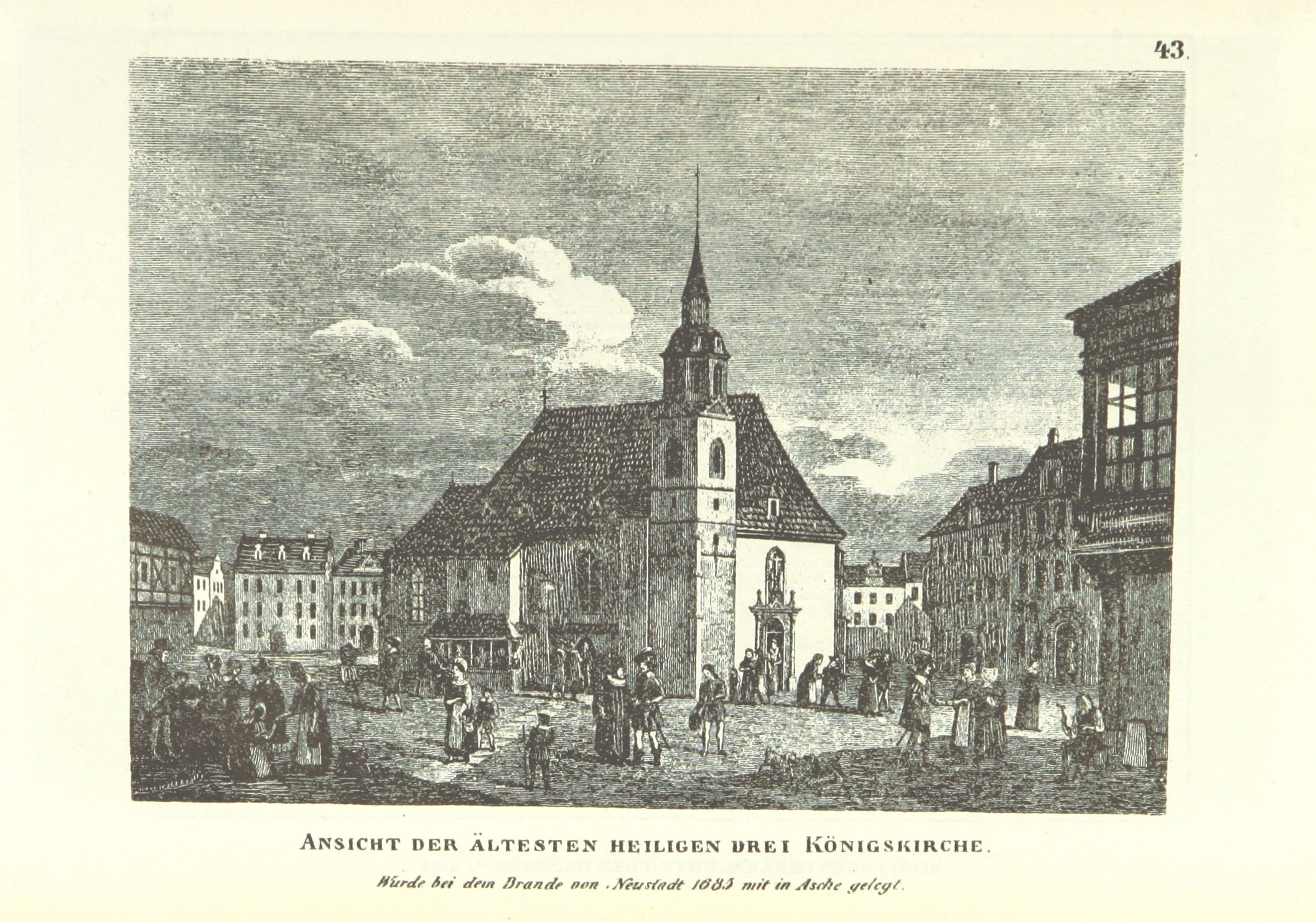
Vista della più antica chiesa dei Tre Re Magi

Probabilmente è dal 1404 la presenza di una chiesa nell'allora indipendente rechtselbischen di Altendresden da cui è emersa la nuova città di Dresda. Questo edificio gotico era circa 200 metri a sud dell'attuale posizione e quindi molto più vicino a Neustädter Markt, il centro di Altendresden all'epoca. Prende il nome dalla sua pala d'altare raffigurante i Re Magi. Fu menzionata per la prima volta nel 1421, quando i diritti feudali sulla Dreikönigskirche furono ceduti al monastero agostiniano di Altendresden dopo la morte del pastore Johann Stüblinger, che fino ad allora aveva tenuto i suoi servizi nella Erasmikapelle presso la Porta Bianca. Gli hussiti distrussero la prima chiesa dell'Epifania già nel 1429, ma subito dopo fu ricostruita e, tra il 1514 e il 1520, fu trasformata in una chiesa gotica a sala a tre navate con coro.
L'incendio della città di Altendresdner, del 1685, distrusse nuovamente la Dreikönigskirche. Tre anni dopo, il maestro muratore Johann Benedikt Knöffel, padre dell'architetto Johann Christoph Knöffel, e il maestro falegname Andreas Voigt, completarono la chiesa ora a tre navate. Nel 1730 venne edificata anche una torre campanaria. Tuttavia, poiché Altendresden doveva essere ridisegnata nella nuova città barocca, secondo i piani di Augusto il Forte, nel 1731/1732 l'elettore fece demolire l'intera chiesa, come tanti altri edifici, perché si trovava sul percorso del pianificato viale centrale, la Königstraße di oggi.

### Nuovo edificio barocco

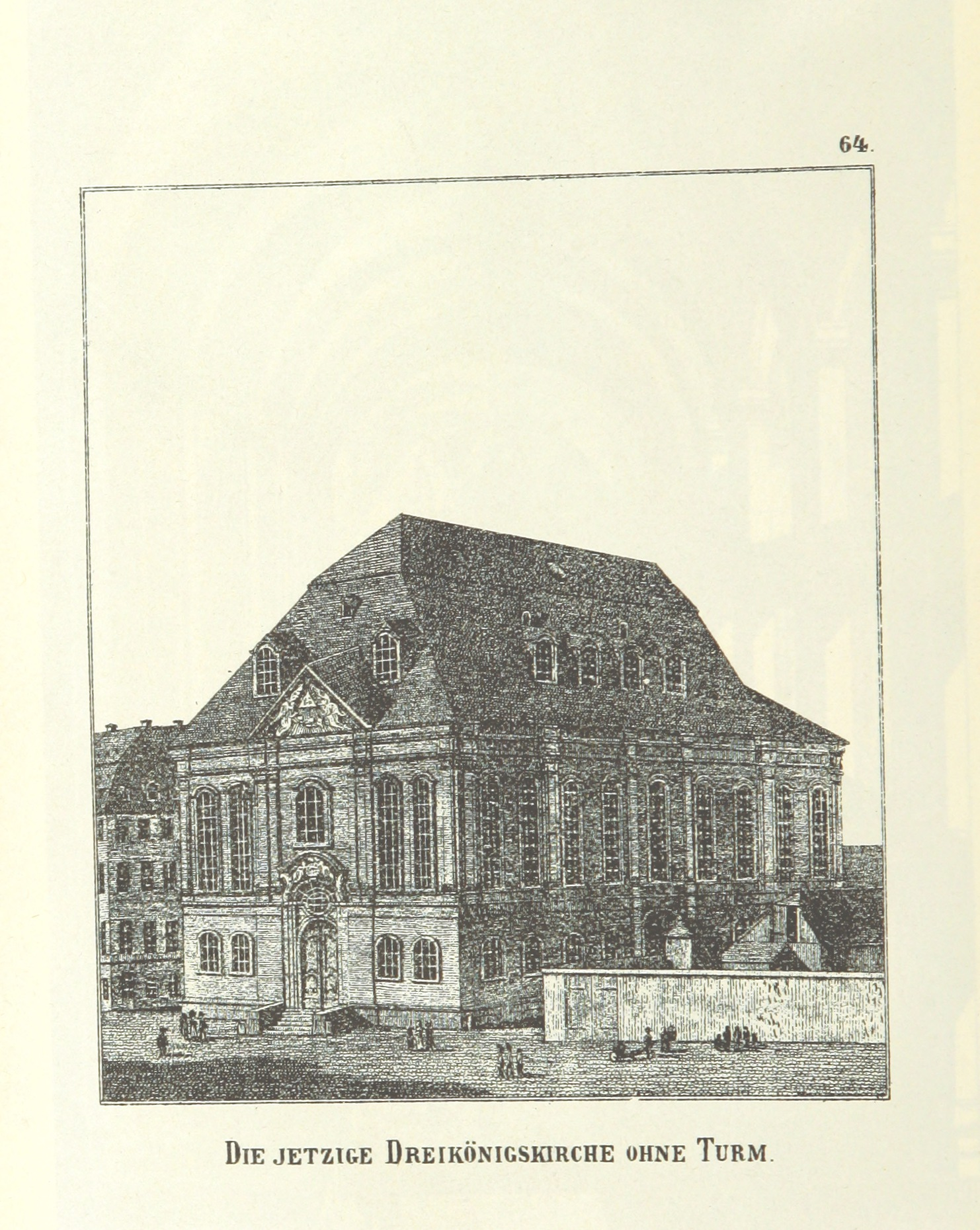
Nuovo edificio barocco, ancora senza torre campanaria.

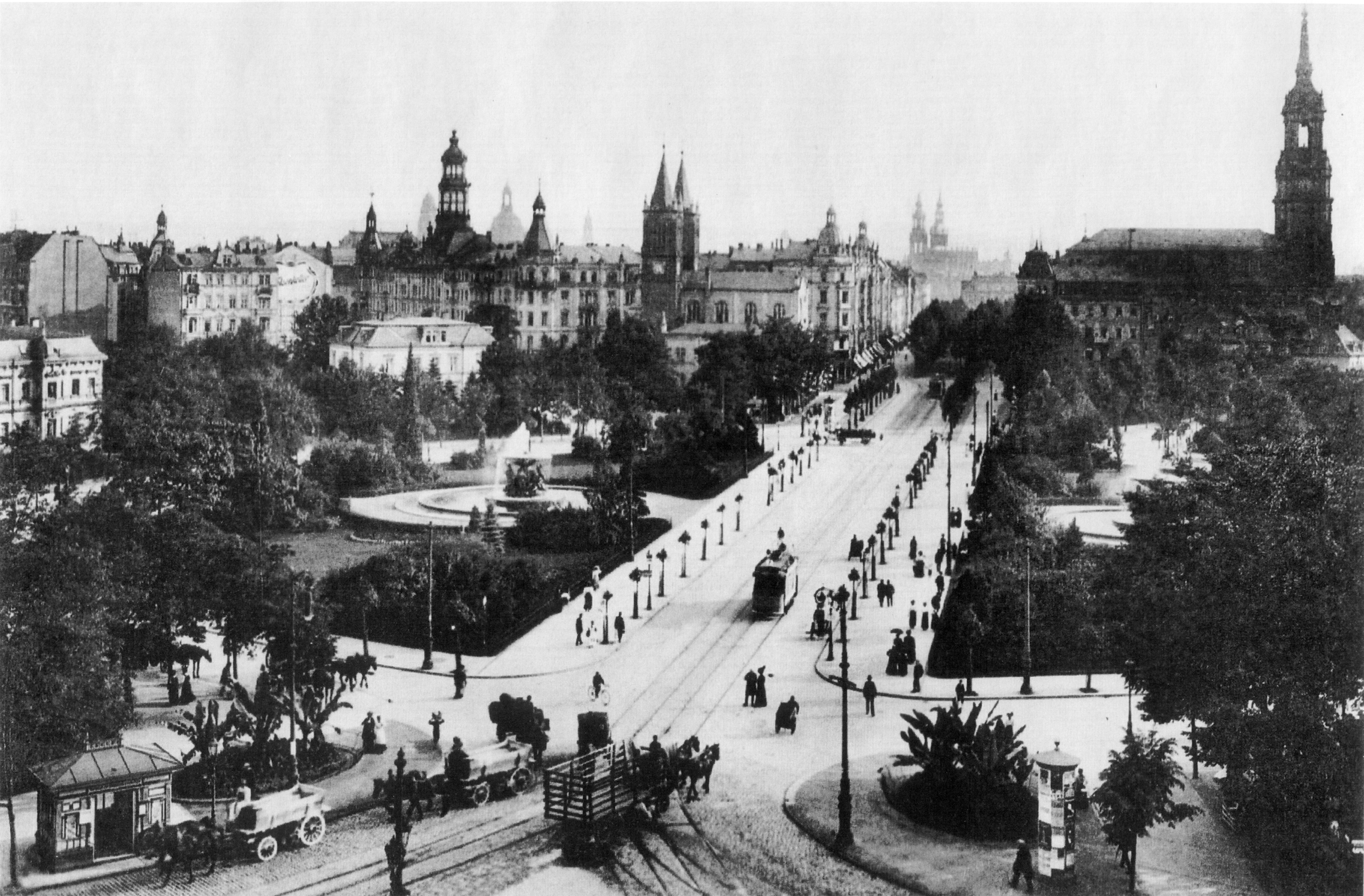
La Königstraße che attraversa Albertplatz nel 1905, a destra la Dreikönigskirche

Dal 1732 al 1739 la Dreikönigskirche fu nuovamente ricostruita secondo i piani di Matthäus Daniel Pöppelmann. Fu costruita sul lato ovest della strada principale, allineata esattamente con la strada e quindi inserita nella parte nuova della città. In questo luogo, un po' a nord della posizione originaria della chiesa, si trovava in precedenza l'Altendresdner Friedhof, che ora è stato spostato a nord (l'odierno Inner Neustädter Friedhof). George Bähr, il costruttore della Frauenkirche, fu incaricato del progetto degli interni della chiesa e, dopo la morte di Pöppelmann, della costruzione dal 1734. Il cognato di Bähr, il falegname comunale Johann George Schmidt e il muratore Johann Gottfried Fehre realizzarono la costruzione rococò.

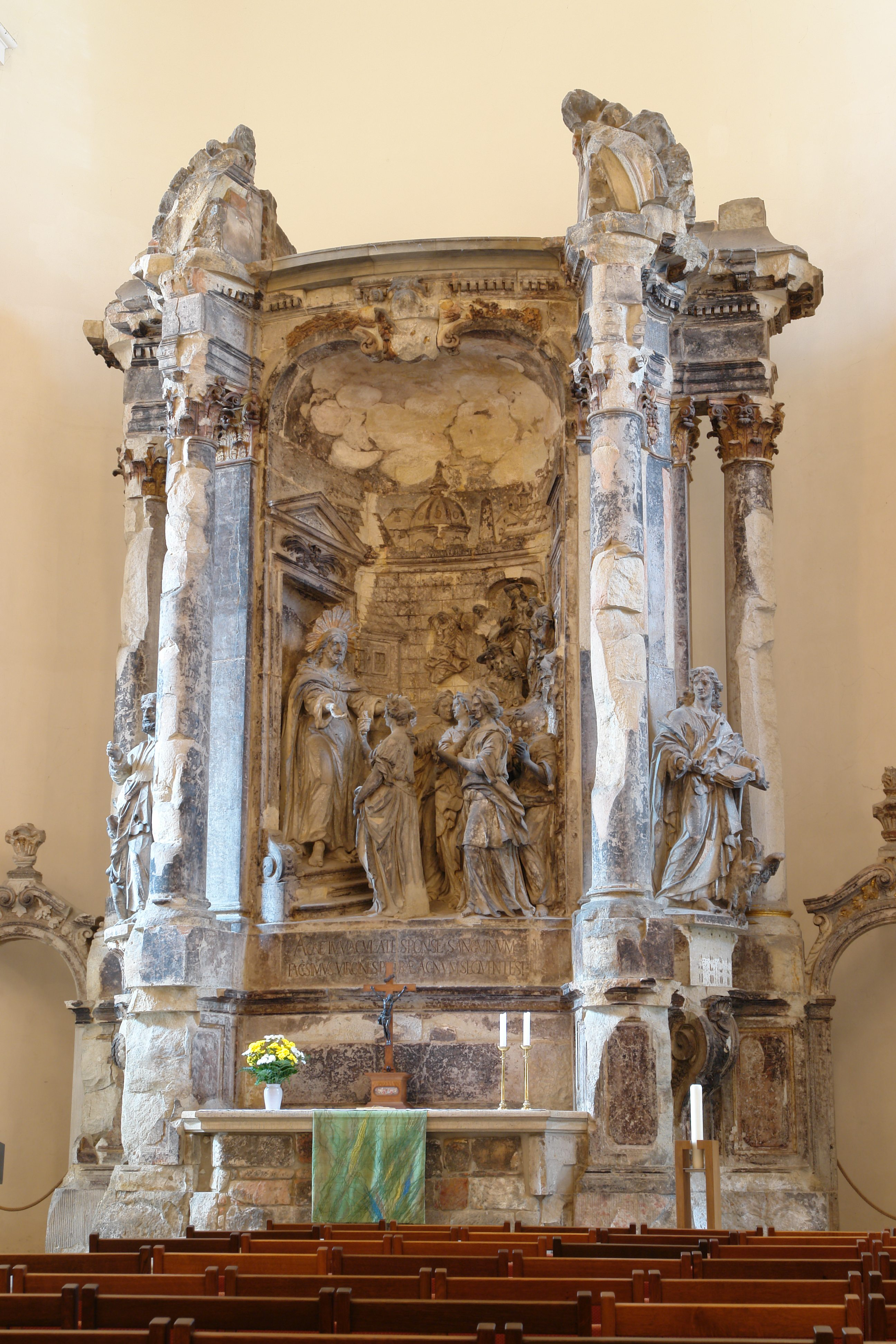
Altare di Thomae, iscrizione: Agne immaculate, sponse sanguinum fac simus virgines probæ agnum sequentes!

Il giorno di San Michele, 29 settembre 1739, il sovrintendente Valentin Ernst Löscher inaugurò la chiesa con una funzione. Johann Benjamin Thomae vi creò la sua opera principale, un prezioso altare barocco in arenaria con "le vergini stolte e sagge davanti a Gesù Cristo", che è incorniciato dagli evangelisti Giovanni e Matteo. Insolitamente, non si trova sul lato est, ma su quello ovest, poiché secondo il piano generale elettorale l'accesso alla chiesa avrebbe dovuto essere dalla strada principale attraverso il cancello principale del portale est. Questa rottura nella tradizione fu piuttosto controversa tra la chiesa e gli architetti; un caso analogo sull'altro lato dell'Elba, a Dresda, è la chiesa cattolica di corte. Il portale della facciata ovest, con il suo timpano segmentato e un cartiglio, proviene dall'edificio precedente, ed è un'opera di Johann Friedrich Jentzsch del 1712. La chiesa è costituita da una navata principale e da un transetto con organo e loggiati laterali. Il piano seminterrato è a cuboidi, le facciate sono strutturate da alte doppie finestre e lesene binate. Zacharias Hildebrandt creò il suo ultimo organo nella Dreikönigskirche nel 1757. Aveva 38 registri ed è stato distrutto nel 1945.

### Rimodellamento e distruzione
I progetti per la torre della Dreikönigskirche, aggiunta dal 1854 al 1857, erano di Karl Moritz Haenel e Frommherz Lobegott Marx. Vennero creati nell'ambito di un "concorso", sulla base del quale l'architetto Woldemar Hermann redasse il progetto definitivo. La torre è alta 87,5 metri, realizzata in arenaria ed è ornata all'esterno da numerose sculture come i quattro evangelisti e i Tre Re Magi. La torre è stata costruita in stile neobarocco per poterla integrare al meglio nelle parti barocche esistenti. Intorno allo stesso periodo, ovvero intorno al 1858, fu allestita una fontana sulla piazza del mercato occidentale, di fronte alla nuova torre. Nel XIX secolo, il tetto a due falde originale fu sostituito da un tetto a mansarda già progettato da George Bähr e fu smantellata anche una galleria. Sotto la direzione dell'architetto di Dresda, Rudolph Kolbe, la Dreikönigskirche è stata ristrutturata nel 1933 e nel 1934 per ripristinare il suo aspetto barocco originale.
Durante i raid aerei su Dresda, del febbraio 1945, la chiesa bruciò completamente e in gran parte crollò. Rimasero in piedi solo le mura esterne e la torre. Dopo che le macerie furono state ripulite, negli anni del dopoguerra, le funzioni furono nuovamente celebrate nella cappella della torre. Contrariamente a tutte le obiezioni dei conservazionisti, fu temporaneamente pianificato di rimuovere completamente i resti della chiesa come parte della conversione della strada principale in un viale socialista. Alcuni edifici della città vecchia godono da tempo di una priorità più alta.

### Ricostruzione
Negli anni 1970, fu prestata maggiore attenzione anche alla città nuova di Dresda. La strada principale venne ridisegnata in un'arteria pedonale tra il 1974 e il 1979. La decisione finale di ricostruire la distrutta chiesa dell'Epifania fu presa nel 1977. Beneficiando del programma speciale di costruzione della Chiesa evangelica in Germania, il 31. ottobre 1984 venne posta la prima pietra dell'edificio sacro, in rovina da quasi quattro decenni. Le forme esterne originali sono state in gran parte conservate o restaurate. All'interno, invece, è stata creata una disposizione completamente diversa. Solo un terzo dello spazio prebellico è disponibile per le funzioni religiose. È stato nuovamente eretto il prezioso altare barocco, gravemente danneggiato durante la seconda guerra mondiale, che ora, nella sua forma spezzata, funge da memoriale contro la guerra. Il 9 settembre 1990 la Dreikönigskirche è stata riconsacrata e finalmente completata nel 1991.

#### Dresda danza della morte
Nella fase finale della ricostruzione, la danza della morte di Dresda, un'importante opera d'arte rinascimentale, è stata installata di fronte all'altare sotto la galleria dell'organo. Questo è un rilievo pietra creato da Christoph Walther I intorno al 1534, che mostra 27 figure in quattro gruppi, tra cui 24 figure umane e tre della morte. Il pannello misura 12.50 metri di lunghezza e 1,20 di altezza. Inizialmente il fregio del muro era sulla facciata della Georgentor al terzo piano, ma fu danneggiato dal grande incendio del Castello di Dresda nel 1701. Dopo il restauro, la "danza della morte" trovò temporaneamente un nuovo rifugio nell'Altendresdner Friedhof dal 1705. Quando la barocca Dreikönigskirche fu costruita, dal 1732, fu trasferita nell'Inner Neustädter Friedhof. Nel corso della ricostruzione della Dreikönigskirche, si è deciso di mostrare la danza della morte in un luogo esposto della chiesa, dove si trovava di fronte alla costruzione della chiesa all'inizio del XVIII secolo.

## Utilizzo

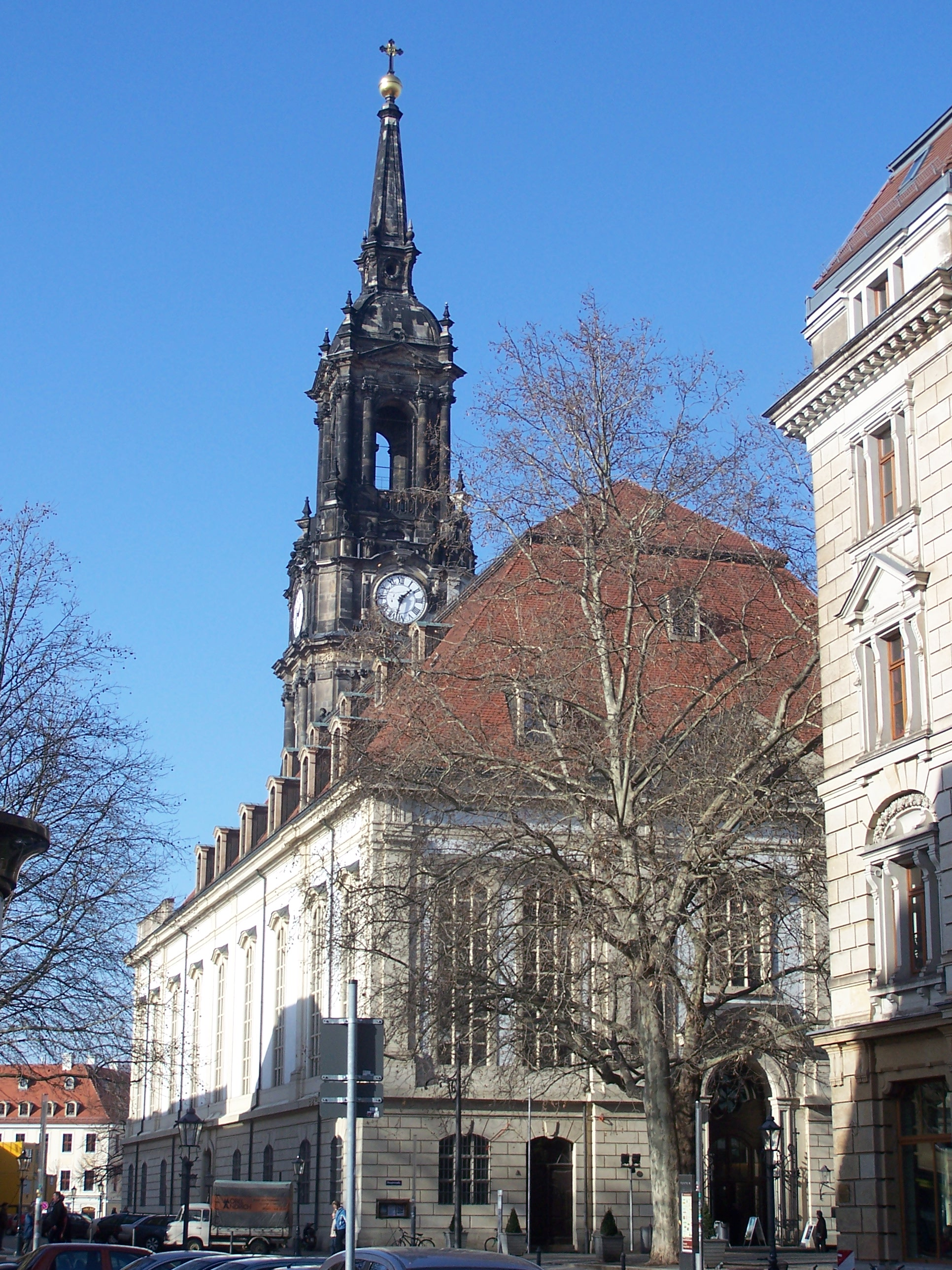
Vista su tutta la via principale fino all'ingresso della chiesa

### Chiesa parrocchiale
Dopo la ricostruzione, la Dreikönigskirche è diventata il centro dell'omonima parrocchia. È anche la chiesa parrocchiale più antica e importante della parrocchia di Dresda-Neustadt, in cui si è fusa la Dreikönigskirchgemeinde, nel 1999, con altre tre parrocchie evangeliche luterane a Neustadt. Si tratta della parrocchia Martin Lutero, delle parrocchie Sankt Petri e Sankt Pauli, tutte sorte intorno al 1900 dalla troppo grande parrocchia dell'Epifania. Riducendo le dimensioni della chiesa, durante la ricostruzione, il numero dei posti è stato decimato da circa 3000 a 460.

### Casa della Chiesa
La Dreikönigskirche è un edificio sacro polivalente e, oltre alla chiesa, ospita diverse moderne sale per eventi, alcune delle quali possono anche essere collegate, in modo flessibile, tra loro. Queste includono una grande sala da ballo e una piccola sala che può ospitare circa 500 persone. Le dieci sale conferenze sono utilizzate principalmente per conferenze, incontri, corsi, concerti e mostre.
Il 27 ottobre 1990 si è svolta, nella sala da ballo, la riunione costitutiva del Parlamento statale sassone. Fino al completamento dell'attuale edificio del parlamento statale sulla Neue Terrasse, nell'ottobre 1993, i membri del parlamento si riunivano nella "Casa della chiesa" per le loro riunioni mensili. Nella sala da pranzo della "Casa della chiesa" si trova la ceramica da parete donata dal parlamento statale: Dacci oggi il nostro pane quotidiano.

## Organi a canne
L'organo a canne principale della chiesa è l'opus 582 della Hermann Eule Orgelbau, realizzato nel 1992; esso è situato sul matroneo superiore in controfacciata, ed è alloggiato all'interno di una cassa lignea in stile moderno. A trasmissione integralmente meccanica, dispone di 36 registri su due manuali e pedale.
Nella Turmkapelle vi è un organo positivo del 1800 circa, con 4 registri su unico manuale.

## Campane
Sulla torre campanaria ci sono tre campane. Insieme danno come risultato una suoneria in La bemolle maggiore in tre parti (come 0 –c 1 –es 1). Le tre campane di bronzo originali andarono perse nel 1945 nell'incendio della città causato dai bombardamenti aerei. Nel 1973 la ditta Apolda Schilling ha rifuso le campane, che il maestro campanaro di Apolda, Peter Schilling e sua moglie Margarete, avevano progettato, utilizzando il bronzo originale recuperato. Hanno le tipiche corone a quattro impugnature Schilling. La consacrazione è avvenuta nel 1977. Le campane pendono, l'una accanto all'altra, su gioghi d'acciaio a manovella in una gabbia d'acciaio.
- Campana 1: scritta: "È la bontà del Signore che non siamo finiti", suona l'ora
- Campana 2: scritta: "La sua misericordia non ha fine", suona il mezzogiorno
- Campana 3: scritta: »La tua lealtà è grande«

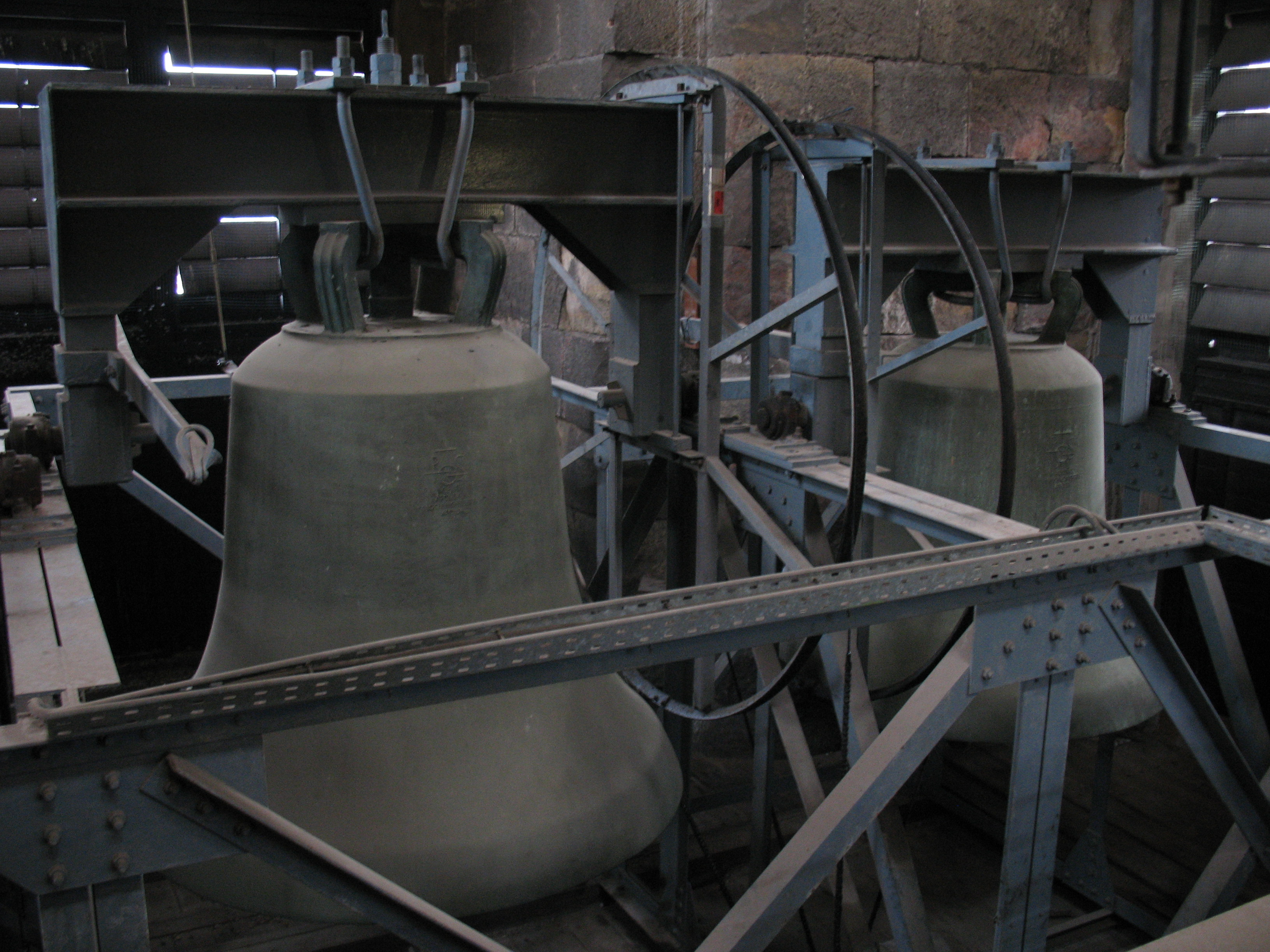
Campanile in acciaio con campane 1 (al centro) e 2 (a destra)
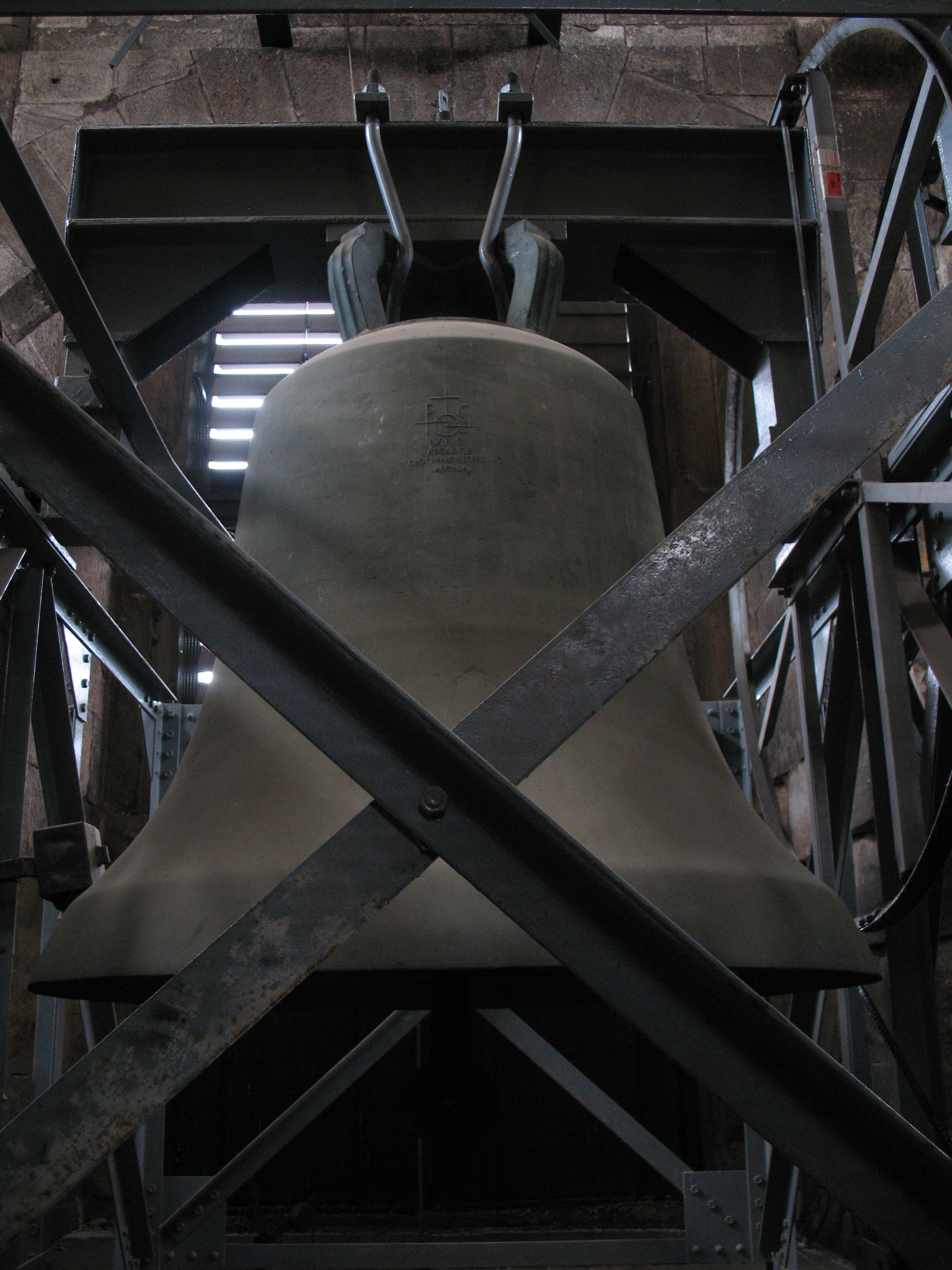
Campana 1 (as°)
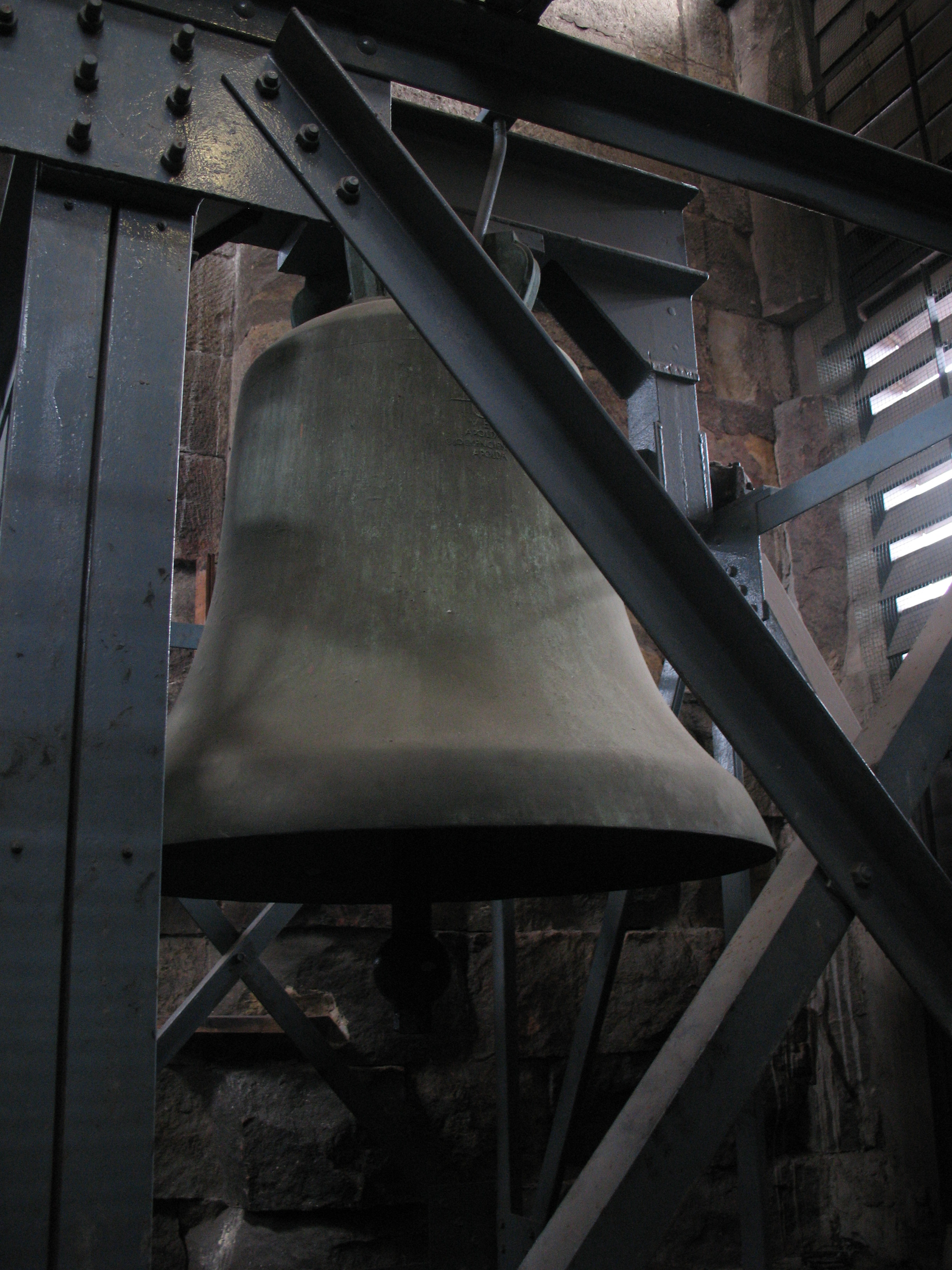
Campanello 2 (c′)
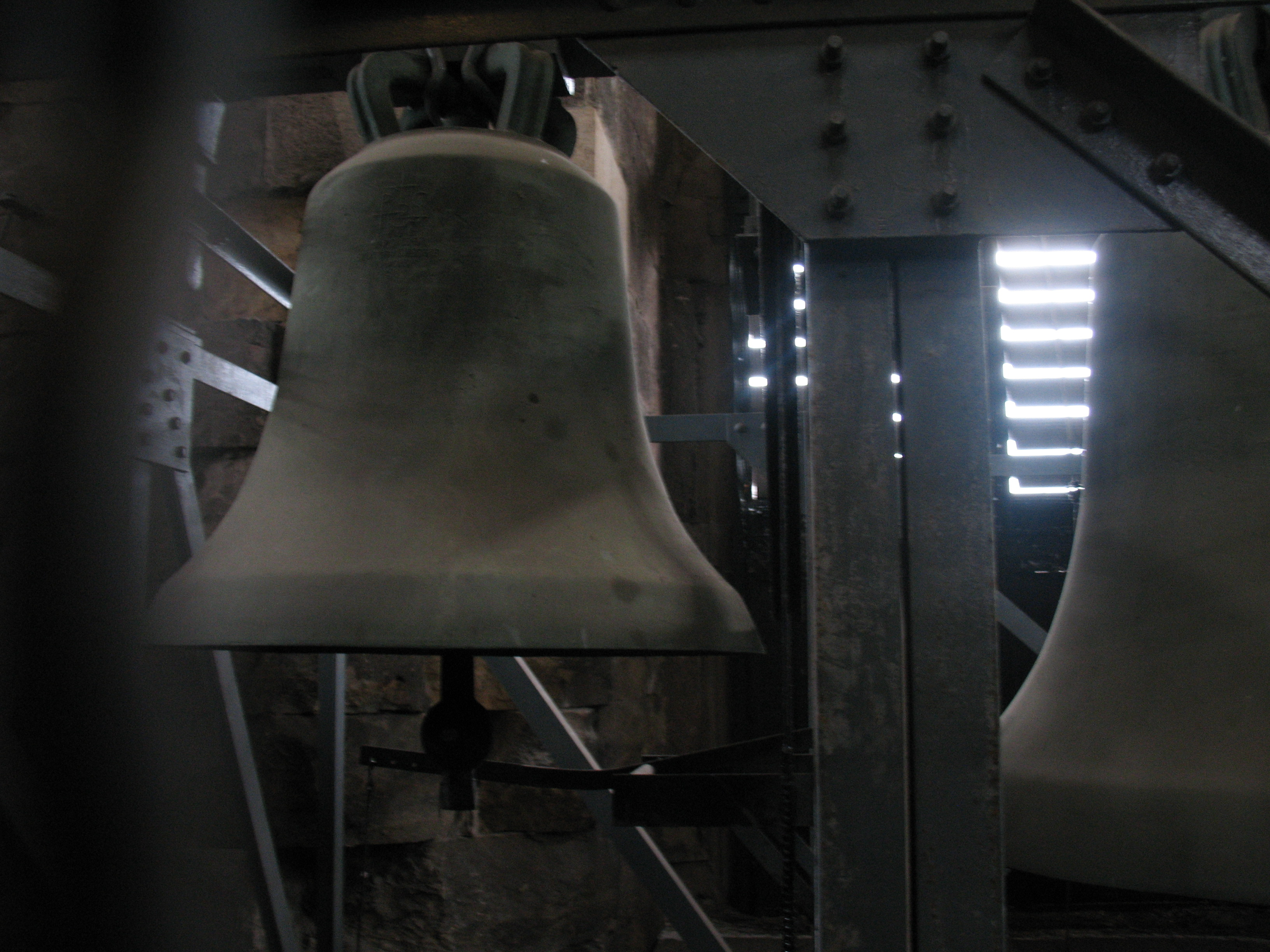
Campanello 3 (es°)

Quello che segue è un riepilogo dei dati:
| No. | Data | Fonderia                         | Diametro | Peso    | Carillon |
| --- | ---- | -------------------------------- | -------- | ------- | -------- |
| 1   | 1973 | Fonderia di campane S. Schilling | 1822 mm  | 3500 kg | as°      |
| 2   | 1973 | Fonderia di campane S. Schilling | 1423 mm  | 1650 kg | c´       |
| 3   | 1973 | Fonderia di campane S. Schilling | 1188 mm  | 938 kg  | es°      |